# Noé Rottiers
Noé Rottiers (27 april 2004) is een Belgisch voetballer die bij voorkeur als rechtervleugelverdediger speelt. Hij staat onder contract bij het Belgische KVK Tienen.

## Clubcarrière
Rottiers werd geboren in Asse, groeide op in het Pajottenland en zette zijn eerste stappen in het voetbal bij KFC Wambeek-Ternat.
Bij Dilbeek Sport werd hij, na slechts een half jaar het mooie weer te hebben gemaakt, op jeugdige leeftijd al snel opgemerkt door RSC Anderlecht waar hij alle jeugdreeksen van U8 tot en met U16 doorliep.
In de zomer van 2020 zette hij de stap naar KV Mechelen. In januari 2023 ondertekende hij er Achter De Kazerne een profcontract tot 2025 met optie op een extra jaar.
Op 9 mei 2022 verzekerden de beloften van KV Mechelen zich na een 4-0-zege tegen Lierse Kempenzonen van een plaatsje in de Tweede Afdeling. Rottiers was in het seizoen 2022/23 een vaste waarde en sterkhouder bij Jong KV Mechelen in de Tweede Afdeling: hij was basisspeler in 27 competitiewedstrijden en maakte dat jaar de meeste speelminuten. Daarin was hij goed voor 2 doelpunten en 2 assists. Tussendoor maakte hij ook deel uit van de selectie van Steven Defour tijdens de winterstage in San Pedro del Pinatar.
In de zomer van 2023 leende KV Mechelen hem uit aan zijn Nederlandse zusterclub Helmond Sport in de Keuken Kampioen Divisie. Tijdens de wintermercato keert hij echter terug naar KV Mechelen om aan te sluiten bij de selectie en de winterstage van Besnik Hasi, en om vanaf 2024 deel uit te maken van de A-kern.
Op vrijdag 19 januari 2024 maakt hij voor het eerst deel uit van een wedstrijdselectie van de A-kern waarbij AA Gent 1-2 onderuit gaat op eigen veld tegen KV Mechelen. De hierop volgende weken wordt hij nog 3 maal geselecteerd voor de A-kern en maakt hij bij Jong KV Mechelen het seizoen vol, waar hij opnieuw goed is voor 2 doelpunten en 2 assists.
In het seizoen 2024–2025 voegde hij alweer een twintigtal wedstrijden toe aan zijn teller in 2e Nationale, groeide uit tot een vaste waarde in de verdediging, zowel in de eerste ronde als tegen het einde van het seizoen. Gedurende het seizoen was hij enkele wedstrijden afwezig vanwege een kuitblessure, maar hij herstelde tijdig om zijn rol als sterkhouder in het team te hervatten.
In de zomer van 2025 zet hij zijn handtekening onder een tweejarig contract bij KVK Tienen dat uitkomt in 1e Nationale. 

## Clubstatistieken
| Seizoen         | Club             | Land               | Competitie       | Competitie | Competitie | Beker | Beker | Supercup | Supercup | Europees | Europees | Totaal | Totaal |
| Seizoen         | Club             | Land               | Competitie       | Wed.       | Dlp.       | Wed.  | Dlp.  | Wed.     | Dlp.     | Wed.     | Dlp.     | Wed.   | Dlp.   |
| --------------- | ---------------- | ------------------ | ---------------- | ---------- | ---------- | ----- | ----- | -------- | -------- | -------- | -------- | ------ | ------ |
| 2022/23         | Jong KV Mechelen | Vlag van België    | Tweede afdeling  | 27         | 2          | —     | —     | —        | —        | —        | —        | 27     | 2      |
| 2023/23         | → Helmond Sport  | Vlag van Nederland | Eerste divisie   | 10         | 0          | —     | —     | —        | —        | —        | —        | 10     | 0      |
| 2023/24         | Jong KV Mechelen | Vlag van België    | Tweede afdeling  | 10         | 2          | —     | —     | —        | —        | —        | —        | 10     | 2      |
| 2024/25         | Jong KV Mechelen | Vlag van België    | Tweede afdeling  | 19         | 1          | —     | —     | —        | —        | —        | —        | 19     | 1      |
| 2025/26         | KVK Tienen       | Vlag van België    | Eerste nationale | 0          | 0          | 0     | 0     | —        | —        | —        | —        | 0      | 0      |
| Carrière totaal | Carrière totaal  | Carrière totaal    | Carrière totaal  | 66         | 5          | 0     | 0     | 0        | 0        | 0        | 0        | 66     | 5      |